# Мустафаєв Агахусейн Тебріз-огли
Агахусейн Тебріз-огли Мустафаєв (азерб. Ağahüseyn Təbriz oğlu Mustafayev; нар. 11 квітня 1989) — азербайджанський борець вільного стилю, дворазовий срібний призер чемпіонатів Європи, срібний призер Кубку світу, дворазовий чемпіон та дворазовий бронзовий призер чемпіонатів світу серед військовослужбовців, бронзовий призер Всесвітніх ігор військовослужбовців.

## Життєпис
Боротьбою почав займатися з 2002 року. У 2009 році став срібним призером чемпіонату Європи серед юніорів. Того ж року медаль такого ж ґатунку здобув на чемпіонату світу серед юніорів.
Виступав за борцівський клуб «Нефтчі» Баку. Тренер — Назім Аліджанов.

## Спортивні результати на міжнародних змаганнях

### Виступи на Чемпіонатах світу
| Змагання                        | Збірна      | Вагова категорія          | Місце |
| ------------------------------- | ----------- | ------------------------- | ----- |
| Чемпіонат світу з боротьби 2013 | Азербайджан | вільна боротьба, до 66 кг | 26    |
| Чемпіонат світу з боротьби 2017 | Азербайджан | вільна боротьба, до 65 кг | 9     |
| Чемпіонат світу з боротьби 2019 | Азербайджан | вільна боротьба, до 70 кг | 15    |

### Виступи на Чемпіонатах Європи
| Змагання                         | Збірна      | Вагова категорія          | Місце  |
| -------------------------------- | ----------- | ------------------------- | ------ |
| Чемпіонат Європи з боротьби 2016 | Азербайджан | вільна боротьба, до 65 кг | 5      |
| Чемпіонат Європи з боротьби 2019 | Азербайджан | вільна боротьба, до 70 кг | Срібло |
| Чемпіонат Європи з боротьби 2020 | Азербайджан | вільна боротьба, до 70 кг | Срібло |

### Виступи на Кубках світу
| Змагання                    | Збірна      | Вагова категорія          | Місце  |
| --------------------------- | ----------- | ------------------------- | ------ |
| Кубок світу з боротьби 2010 | Азербайджан | вільна боротьба, до 60 кг | 12     |
| Кубок світу з боротьби 2012 | Азербайджан | вільна боротьба, до 60 кг | 10     |
| Кубок світу з боротьби 2013 | Азербайджан | вільна боротьба, до 60 кг | 5      |
| Кубок світу з боротьби 2018 | Азербайджан | команда                   | Срібло |

### Виступи на Чемпіонатах світу серед військовослужбовців
| Змагання                                                  | Збірна      | Вагова категорія          | Місце  |
| --------------------------------------------------------- | ----------- | ------------------------- | ------ |
| Чемпіонат світу з боротьби серед військовослужбовців 2010 | Азербайджан | вільна боротьба, до 60 кг | Золото |
| Чемпіонат світу з боротьби серед військовослужбовців 2016 | Азербайджан | вільна боротьба, до 65 кг | Золото |
| Чемпіонат світу з боротьби серед військовослужбовців 2017 | Азербайджан | вільна боротьба, до 65 кг | Бронза |
| Чемпіонат світу з боротьби серед військовослужбовців 2018 | Азербайджан | вільна боротьба, до 65 кг | Бронза |

### Виступи на Всесвітніх іграх військовослужбовців
| Змагання                                | Збірна      | Вагова категорія          | Місце  |
| --------------------------------------- | ----------- | ------------------------- | ------ |
| Всесвітні ігри військовослужбовців 2015 | Азербайджан | вільна боротьба, до 65 кг | Бронза |
| Всесвітні ігри військовослужбовців 2019 | Азербайджан | вільна боротьба, до 74 кг | 5      |

### Виступи на Універсіадах
| Змагання               | Збірна      | Вагова категорія          | Місце |
| ---------------------- | ----------- | ------------------------- | ----- |
| Літня Універсіада 2013 | Азербайджан | вільна боротьба, до 66 кг | 5     |

### Виступи на інших змаганнях
| Змагання                                     | Збірна      | Вагова категорія          | Місце  |
| -------------------------------------------- | ----------- | ------------------------- | ------ |
| Золотий Гран-прі з боротьби 2010 (Тбілісі)   | Азербайджан | вільна боротьба, до 66 кг | 14     |
| Золотий Гран-прі з боротьби 2010 (Баку)      | Азербайджан | вільна боротьба, до 60 кг | 8      |
| Турнір Г. Картозія і В. Балавадзе 2011       | Азербайджан | вільна боротьба, до 60 кг | Золото |
| Золотий Гран-прі з боротьби 2011 (Баку)      | Азербайджан | вільна боротьба, до 60 кг | Срібло |
| Київський Міжнародний турнір з боротьби 2012 | Азербайджан | вільна боротьба, до 60 кг | Бронза |
| Золотий Гран-прі з боротьби 2012 (Баку)      | Азербайджан | вільна боротьба, до 60 кг | Срібло |
| Меморіал Вацлава Циолковського 2013          | Азербайджан | вільна боротьба, до 66 кг | Золото |
| Всесвітні ігри бойових мистецтв 2013         | Азербайджан | вільна боротьба, до 66 кг | Срібло |
| Золотий Гран-прі з боротьби 2013 (Баку)      | Азербайджан | вільна боротьба, до 66 кг | 10     |
| Турнір Яшара Догу 2014                       | Азербайджан | вільна боротьба, до 65 кг | 5      |
| Турнір Алі Алієва 2014                       | Азербайджан | вільна боротьба, до 65 кг | 9      |
| Золотий Гран-прі з боротьби 2014 (Баку)      | Азербайджан | вільна боротьба, до 65 кг | Бронза |
| Інтерконтінентальний кубок з боротьби 2014   | Азербайджан | вільна боротьба, до 65 кг | 5      |
| Турнір Яшара Догу 2015                       | Азербайджан | вільна боротьба, до 65 кг | Бронза |
| Турнір Алі Алієва 2015                       | Азербайджан | вільна боротьба, до 61 кг | 5      |
| Золотий Гран-прі з боротьби 2015             | Азербайджан | вільна боротьба, до 65 кг | 5      |
| Турнір Яшара Догу 2016                       | Азербайджан | вільна боротьба, до 65 кг | Бронза |
| Золотий Гран-прі з боротьби 2016             | Азербайджан | вільна боротьба, до 65 кг | 5      |
| Турнір Яшара Догу 2017                       | Азербайджан | вільна боротьба, до 65 кг | 5      |
| Турнір Алі Алієва 2017                       | Азербайджан | вільна боротьба, до 65 кг | Срібло |
| Інтерконтінентальний кубок з боротьби 2017   | Азербайджан | вільна боротьба, до 65 кг | Золото |
| Кубок Алроси 2017                            | Азербайджан | команда                   | Срібло |
| Турнір Ібрагіма Мустафи 2018                 | Азербайджан | вільна боротьба, до 70 кг | Бронза |
| Інтерконтінентальний кубок з боротьби 2018   | Азербайджан | вільна боротьба, до 70 кг | Срібло |
| Кубок Ахмата Кадирова 2018                   | Азербайджан | команда                   | Бронза |
| Кубок Тахті 2019                             | Азербайджан | вільна боротьба, до 70 кг | 9      |
| Турнір Яшара Догу 2020                       | Азербайджан | вільна боротьба, до 70 кг | Бронза |

### Виступи на змаганнях молодших вікових груп
| Змагання                                       | Збірна      | Вагова категорія          | Місце  |
| ---------------------------------------------- | ----------- | ------------------------- | ------ |
| Чемпіонат Європи з боротьби серед юніорів 2006 | Азербайджан | вільна боротьба, до 50 кг | 7      |
| Чемпіонат Європи з боротьби серед юніорів 2009 | Азербайджан | вільна боротьба, до 60 кг | Срібло |
| Чемпіонат світу з боротьби серед юніорів 2009  | Азербайджан | вільна боротьба, до 60 кг | Срібло |